# Bill Metoyer
Bill Metoyer (* 23. März 1960 in Los Angeles) ist ein US-amerikanischer Musikproduzent.

## Werdegang
Metoyer wurde in seinen frühen Jahren durch die Platten von Motown und Künstler wie Black Sabbath und The Beatles beeinflusst. Angeregt durch Queens A Night at the Opera begann er sich für die Produktion eines Albums zu interessieren. Nach dem Abschluss der Highschool absolvierte er einige Semester auf dem College, das er jedoch nicht abschloss.
Im Jahr 1978 schrieb er sich dann an der University of Sound Arts in Hollywood ein. Ein Jahr später wurde er assistierender Toningenieur, und kurz darauf Cheftoningenieur bei Track Record in Hollywood. Von 1983 bis 1987 war er Vizepräsident und Produzent von Metal Blade Records. Danach arbeitete er als eigenständiger Produzent für verschiedene Labels und gründete 1995 mit Skull Seven Productions sein eigenes Label. Seit 1997 arbeitet er wieder für Metal Blade Records und nimmt dabei den Posten des A&R-Direktors ein.

## Produktionen (Auswahl)
- Dirty Rotten Imbeciles – Crossover
- Atrophy – Socialized Hate
- Sacred Reich – Surf Nicaragua
- Cattle Decapitation – Humanure
- Armored Saint – Armored Saint
- Slayer – Hell Awaits
- Slayer – Live Undead
- Helstar – A Distant Thunder
- Cryptic Slaughter – Money Talks
- Flotsam and Jetsam – No Place for Disgrace
- Corrosion of Conformity – Technocracy
- Intruder – Psycho Savant
- Tourniquet – Psycho Surgery
- Fates Warning – Inside Out
- Sadus – A Vision of Misery